# Euphranta variabilis
Euphranta variabilis
 es una especie de insecto del género Euphranta de la familia Tephritidae del orden Diptera. 
Kertesz la describió científicamente por primera vez en el año 1901.